# Dune di San Giuseppe
Dune di San Giuseppe este o arie protejată (arie specială de conservare — SAC, sit de importanță comunitară — SCI, arie de protecție specială avifaunistică — SPA) din Italia întinsă pe o suprafață de 73 ha, din care 14 % marine.

## Localizare
Centrul sitului Dune di San Giuseppe este situat la coordonatele 44°43′49″N 12°14′29″E / 44.730278°N 12.241389°E.

## Înființare
Situl Dune di San Giuseppe a fost declarat sit de importanță comunitară în iunie 1999 pentru a proteja 12 specii de animale. Alte tipuri de protecție:
- arie de protecție specială avifaunistică (în august 1999)[3]
- arie specială de conservare (în martie 2019)[2][4][5]

## Biodiversitate
Situată în ecoregiunea continentală, aria protejată conține 7 habitate naturale: Vegetație anuală la limita mareei, Dune mobile cu vegetație embrionară, Galerii de Salix alba și de Populus alba, Păduri de Quercus ilex și Quercus rotundifolia, Dune cu vegetație ierboasă Malcolmietalia, Dune de coastă fixe cu vegetație erbacee („dune gri”), Dune mobile de-a lungul țărmului cu Ammophila arenaria („dune albe”).
La baza desemnării sitului se află mai multe specii protejate:
- păsări (11): caprimulg (Caprimulgus europaeus), erete de stuf (Circus aeruginosus), erete vânăt (Circus cyaneus), prepeliță (Coturnix coturnix), cuc (Cuculus canorus), vânturel roșu (Falco tinnunculus), capîntortură (Jynx torquilla), ciuf-pitic (Otus scops), ciocănitoarea verde (Picus viridis), turturică (Streptopelia turtur), pupăză (Upupa epops)
- nevertebrate (1): fluturele purpuriu (Lycaena dispar)

Pe lângă speciile protejate, pe teritoriul sitului au mai fost identificate 4 specii de plante, 1 specie de amfibieni, 2 specii de mamifere, 4 specii de nevertebrate, 1 specie de reptile.